# Krhov, Blansko
Krhov là một làng thuộc huyện Blansko, vùng Jihomoravský, Cộng hòa Séc.